# Confrontos entre Athletico Paranaense e Corinthians no futebol
Athletico Paranaense e Corinthians são dois clubes campeões brasileiros, que disputam um importante confronto interestadual.

## História
A história do confronto entre esses dois clubes do futebol brasileiro começou em 1930, mas precisamente em 21 de julho, na cidade de Curitiba, com vitória de 1 a 0 do time paranaense. As arenas dos clubes foram duas das sedes da Copa do Mundo FIFA de 2014. Outro fator relevante entre os dois clubes é sobre a disputa de maior torcida no estado do Paraná, sendo que o Corinthians possui a maior torcida, com aproximadamente 15,77% dos torcedores, com o Athletico vindo na segunda posição, com 7,72% dos apaixonados por futebol no estado.
O Athletico Paranaense possui a remodelada e moderna Arena da Baixada, que foi inaugurada em 6 de setembro de 1914 e reinaugurada em 14 de maio de 2014, justamente num confronto contra o Alvinegro do Parque São Jorge, que venceu de virada por 2 a 1. Possui atualmente a capacidade de 42.370 pessoas. No confronto entre os clubes no estádio paranaense (tanto antigo como no novo), são 9 vitórias do Atlético, 11 vitórias do Corinthians, além de 5 empates, com o Atlético marcando 30 gols e o Corinthians 33.
O Corinthians possui dois estádios, o Parque São Jorge com capacidade de 18.500 pessoas, onde os clubes em questão nunca se enfrentaram, e a moderna e luxuosa Arena Corinthians com capacidade máxima oficial para 49.205 espectadores, embora atualmente é liberado cerca de 46.000 pessoas. A mesma possui estrutura retangular de 267 por 228 metros e 43 metros de altura estádio tem dois edifícios: o principal, no lado oeste, e outro no lado leste. Já foi palco de 5 jogos entre os clubes, com 1 vitória corintiana e 4 empates, 6 gols do Corinthians e 4 do Athletico.
Outros estádios que sediaram vários jogos entre as equipes foram o Pacaembu, onde o Corinthians venceu por 7 vezes, perdeu 5 e empatou 4, o Pinheirão, com 3 vitórias do Timão e 1 empate, o Couto Pereira, com 1 empate, a Vila Capanema, com 1 vitória atleticana e 1 empate, e o Morumbi, com 1 vitória para cada lado.

## Jogos decisivos

### Em decisões
- Em 2010, o Athletico Paranaense conquistou o Torneio Cidade de Londrina sobre o Corinthians.

### Mata-matas em competições daCBF
- Em 1997, o Corinthians eliminou o Athletico Paranaense, nas quartas de final da Copa do Brasil.
- Em 2001, o Corinthians eliminou o Athletico Paranaense, nas quartas de final da Copa do Brasil.
- Em 2009, o Corinthians eliminou o Athletico Paranaense, nas oitavas de final da Copa do Brasil.

## Confrontos
| Data                    | Time mandante        | Placar | Time visitante       | Competição                 | Estádio            | Local          |
| 21 de julho de 1930     | Athletico Paranaense | 1-0    | Corinthians          | Amistoso                   | Arena da Baixada   | Curitiba       |
| 16 de maio de 1937      | Athletico Paranaense | 1-1    | Corinthians          | Amistoso                   | Arena da Baixada   | Curitiba       |
| 22 de março de 1941     | Corinthians          | 5-3    | Athletico Paranaense | Amistoso                   | Pacaembu           | São Paulo      |
| 28 de janeiro de 1943   | Athletico Parananese | 0-1    | Corinthians          | Amistoso                   | Couto Pereira      | Curitiba       |
| 10 de abril de 1949     | Athletico Paranaense | 3-3    | Corinthians          | Amistoso                   | Dr. Horácio Klabin | Telêmaco Borba |
| 14 de abril de 1949     | Athletico Paranaense | 1-4    | Corinthians          | Amistoso                   | Arena da Baixada   | Curitiba       |
| 20 de outubro de 1968   | Athletico Paranaense | 4-0    | Corinthians          | Taça de Prata              | Vila Capanema      | Curitiba       |
| 20 de setembro de 1970  | Athletico Paranaense | 0-0    | Corinthians          | Taça de Prata              | Couto Pereira      | Curitiba       |
| 29 de novembro de 1973  | Athletico Paranaense | 2-2    | Corinthians          | Brasileirão                | Couto Pereira      | Curitiba       |
| 8 de abril de 1984      | Athletico Paranaense | 1-1    | Corinthians          | Brasileirão                | Couto Pereira      | Curitiba       |
| 25 de abril de 1984     | Corinthians          | 2-0    | Athletico Paranaense | Brasileirão                | Morumbi            | São Paulo      |
| 1 de outubro de 1986    | Corinthians          | 0-0    | Athletico Paranaense | Brasileirão                | Pacaembu           | São Paulo      |
| 2 de outubro de 1988    | Athletico Paranaense | 0-0    | Corinthians          | Brasileirão                | Pinheirão          | Curitiba       |
| 18 de outubro de 1989   | Athletico Paranaense | 0-1    | Corinthians          | Brasileirão                | Pinheirão          | Curitiba       |
| 24 de março de 1991     | Corinthians          | 1-1    | Athletico Paranaense | Brasileirão                | Pacaembu           | São Paulo      |
| 31 de maio de 1992      | Athletico Paranaense | 0-2    | Corinthians          | Brasileirão                | Pinheirão          | Curitiba       |
| 27 de agosto de 1996    | Athletico Paranaense | 0-1    | Corinthians          | Brasileirão                | Arena da Baixada   | Curitiba       |
| 15 de abril de 1997     | Corinthians          | 1-2    | Athletico Paranaense | Copa do Brasil             | Morumbi            | São Paulo      |
| 22 de abril de 1997     | Athletico Paranaense | 2-6    | Corinthians          | Copa do Brasil             | Pinheirão          | Curitiba       |
| 19 de agosto de 1997    | Corinthians          | 1-2    | Athletico Paranaense | Brasileirão                | Limeirão           | Limeira        |
| 18 de outubro de 1998   | Corinthians          | 4-2    | Athletico Paranaense | Brasileirão                | Pacaembu           | São Paulo      |
| 23 de outubro de 1999   | Athletico Paranaense | 2-2    | Corinthians          | Brasileirão                | Arena da Baixada   | Curitiba       |
| 28 de setembro de 2000  | Corinthians          | 2-3    | Athletico Paranaense | Brasileirão                | Pacaembu           | São Paulo      |
| 17 de maio de 2001      | Corinthians          | 0-0    | Athletico Paranaense | Copa do Brasil             | Pacaembu           | São Paulo      |
| 23 de maio de 2001      | Athletico Paranaense | 0-1    | Corinthians          | Copa do Brasil             | Arena da Baixada   | Curitiba       |
| 23 de setembro de 2001  | Athletico Paranaense | 3-2    | Corinthians          | Brasileirão                | Arena da Baixada   | Curitiba       |
| 31 de agosto de 2002    | Corinthians          | 0-3    | Athletico Paranaense | Brasileirão                | Pacaembu           | São Paulo      |
| 6 de julho de 2003      | Athletico Paranaense | 3-1    | Corinthians          | Brasileirão                | Arena da Baixada   | Curitiba       |
| 26 de outubro de 2003   | Corinthians          | 2-3    | Athletico Paranaense | Brasileirão                | Pacaembu           | São Paulo      |
| 23 de maio de 2004      | Corinthians          | 0-5    | Athletico Paranaense | Brasileirão                | Pacaembu           | São Paulo      |
| 12 de setembro de 2004  | Athletico Paranaense | 3-1    | Corinthians          | Brasileirão                | Arena da Baixada   | Curitiba       |
| 15 de maio de 2005      | Athletico Paranaense | 1-2    | Corinthians          | Brasileirão                | Arena da Baixada   | Curitiba       |
| 11 de setembro de 2005  | Corinthians          | 2-0    | Athletico Paranaense | Brasileirão                | Pacaembu           | São Paulo      |
| 5 de agosto de 2006     | Corinthians          | 2-1    | Athletico Paranaense | Brasileirão                | Pacaembu           | São Paulo      |
| 8 de novembro de 2006   | Athletico Paranaense | 1-2    | Corinthians          | Brasileirão                | Arena da Baixada   | Curitiba       |
| 1 de agosto de 2007     | Athletico Paranaense | 2-2    | Corinthians          | Brasileirão                | Arena da Baixada   | Curitiba       |
| 4 de novembro de 2007   | Corinthians          | 2-2    | Athletico Paranaense | Brasileirão                | Pacaembu           | São Paulo      |
| 29 de abril de 2009     | Athletico Paranaense | 3-2    | Corinthians          | Copa do Brasil             | Arena da Baixada   | Curitiba       |
| 6 de maio de 2009       | Corinthians          | 2-0    | Athletico Paranaense | Copa do Brasil             | Pacaembu           | São Paulo      |
| 27 de junho de 2009     | Athletico Paranaense | 1-0    | Corinthians          | Brasileirão                | Arena da Baixada   | Curitiba       |
| 3 de outubro de 2009    | Corinthians          | 1-3    | Athletico Paranaense | Brasileirão                | Pacaembu           | São Paulo      |
| 9 de maio de 2010       | Corinthians          | 2-1    | Athletico Paranaense | Brasileirão                | Pacaembu           | São Paulo      |
| 27 de junho de 2010     | Athletico Paranaense | 1-0    | Corinthians          | Torneio Cidade de Londrina | Estádio do Café    | Londrina       |
| 8 de setembro de 2010   | Athletico Paranaense | 1-1    | Corinthians          | Brasileirão                | Arena da Baixada   | Curitiba       |
| 7 de agosto de 2011     | Athletico Paranaense | 1-1    | Corinthians          | Brasileirão                | Arena da Baixada   | Curitiba       |
| 13 de novembro de 2011  | Corinthians          | 2-1    | Athletico Paranaense | Brasileirão                | Pacaembu           | São Paulo      |
| 21 de julho de 2013     | Athletico Paranaense | 1-1    | Corinthians          | Brasileirão                | Vila Capanema      | Curitiba       |
| 9 de outubro de 2013    | Corinthians          | 0-0    | Athletico Paranaense | Brasileirão                | Vail Chaves        | Mogi Mirim     |
| 14 de maio de 2014      | Athletico Paranaense | 1-2    | Corinthians          | Amistoso                   | Arena da Baixada   | Curitiba       |
| 21 de maio de 2014      | Corinthians          | 1-1    | Athletico Paranaense | Brasileirão                | Canindé            | São Paulo      |
| 28 de setembro de 2014  | Athletico Paranaense | 2-1    | Corinthians          | Brasileirão                | Arena da Baixada   | Curitiba       |
| 9 de julho de 2015      | Corinthians          | 2-0    | Athletico Paranaense | Brasileirão                | Neo Química Arena  | São Paulo      |
| 18 de outubro de 2015   | Athletico Paranaense | 1-4    | Corinthians          | Brasileirão                | Arena da Baixada   | Curitiba       |
| 3 de agosto de 2016     | Athletico Paranaense | 2-0    | Corinthians          | Brasileirão                | Arena da Baixada   | Curitiba       |
| 26 de novembro de 2016  | Corinthians          | 0-0    | Athletico Paranaense | Brasileirão                | Neo Química Arena  | São Paulo      |
| 15 de julho de 2017     | Corinthians          | 2-2    | Athletico Paranaense | Brasileirão                | Neo Química Arena  | São Paulo      |
| 8 de novembro de 2017   | Athletico Paranaense | 0-1    | Corinthians          | Brasileirão                | Arena da Baixada   | Curitiba       |
| 4 de agosto de 2018     | Corinthians          | 0-0    | Athletico Paranaense | Brasileirão                | Neo Química Arena  | São Paulo      |
| 21 de novembro de 2018  | Athletico Paranaense | 1-0    | Corinthians          | Brasileirão                | Arena da Baixada   | Curitiba       |
| 19 de maio de 2019      | Athletico Paranaense | 0-2    | Corinthians          | Brasileirão                | Arena da Baixada   | Curitiba       |
| 10 de outubro de 2019   | Corinthians          | 2-2    | Athletico Paranaense | Brasileirão                | Neo Química Arena  | São Paulo      |
| 14 de outubro de 2020   | Athletico Paranaense | 0-1    | Corinthians          | Brasileirão                | Arena da Baixada   | Curitiba       |
| 10 de fevereiro de 2021 | Corinthians          | 3-3    | Athletico Paranaense | Brasileirão                | Neo Química Arena  | São Paulo      |
| 22 de agosto de 2021    | Athletico Paranaense | 0-1    | Corinthians          | Brasileirão                | Arena da Baixada   | Curitiba       |
| 28 de novembro de 2021  | Corinthians          | 1-0    | Athletico Paranaense | Brasileirão                | Neo Química Arena  | São Paulo      |
| 15 de junho de 2022     | Athletico Paranaense | 1-1    | Corinthians          | Brasileirão                | Arena da Baixada   | Curitiba       |
| 8 de outubro de 2022    | Corinthians          | 2-1    | Athletico Paranaense | Brasileirão                | Neo Química Arena  | São Paulo      |
| 24 de julho de 2023     | Athletico Paranaense | 1-0    | Corinthians          | Brasileirão                | Ligga Arena        | Curitiba       |
| 1 de novembro de 2023   | Corinthians          | 1-0    | Athletico Paranaense | Brasileirão                | Neo Química Arena  | São Paulo      |
| 23 de junho de 2024     | Athletico Paranaense | 1-1    | Corinthians          | Brasileirão                | Ligga Arena        | Curitiba       |
| 17 de outubro de 2024   | Corinthians          | 5-2    | Athletico Paranaense | Brasileirão                | Neo Química Arena  | São Paulo      |

Último confronto
| 23 de junho | Athletico Paranaense | 1 – 1 | Corinthians | Ligga Arena, Curitiba                                      |
| 16:00       | Christian 45'        |       | 90+2' Cacá  | Público: 34,682 Árbitro: MG Felipe Fernandes de Lima (CBF) |

| G            | 24 | Léo Linck         |       |     |
| LD           | 22 | Mádson            |       |     |
| Z            | 4  | Kaique Rocha      |       |     |
| Z            | 44 | Thiago Heleno     |       |     |
| LE           | 37 | Lucas Esquivel    |       |     |
| V            | 5  | Fernandinho       | 65'   |     |
| V            | 26 | Erick             |       | 72' |
| M            | 11 | Nikão             |       | 73' |
| M            | 28 | Tomás Cuello      |       | 89' |
| M            | 88 | Christian         |       | 88' |
| A            | 9  | Gonzalo Mastriani |       | 84' |
| Substitutos: |    |                   |       |     |
| G            | 41 | Mycael            |       |     |
| LD           | 29 | Leonardo Godoy    |       |     |
| Z            | 15 | Mateo Gamarra     |       |     |
| Z            | 45 | Belezi            |       |     |
| LE           | 6  | Fernando          |       |     |
| V            | 3  | Gabriel           |       | 72' |
| V            | 30 | Zé Vitor          |       | 88' |
| V            | 80 | Alex Santana      |       |     |
| M            | 10 | Bruno Zapelli     |       | 84' |
| A            | 7  | Lucas Di Yorio    | 90+1' | 89' |
| A            | 20 | Julimar           |       | 73' |
| A            | 21 | Kayke             |       |     |
| Técnico:     |    |                   |       |     |
| Cuca         |    |                   |       |     |

| G                | 32 | Matheus Donelli  |     |     |
| LD               | 35 | Léo Maná         |     | 70' |
| Z                | 4  | Caetano          |     |     |
| Z                | 25 | Cacá             |     |     |
| LE               | 46 | Hugo             |     | 86' |
| V                | 14 | Raniele          |     |     |
| V                | 27 | Breno Bidon      |     |     |
| M                | 10 | Rodrigo Garro    |     |     |
| A                | 19 | Gustavo Silva    |     | 45' |
| A                | 20 | Pedro Raul       | 40' | 70' |
| A                | 36 | Wesley           |     | 85' |
| Substitutos:     |    |                  |     |     |
| G                | 40 | Felipe Longo     |     |     |
| LD               | 2  | Matheuzinho      |     | 70' |
| Z                | 13 | Gustavo Henrique |     |     |
| Z                | 47 | João Pedro       |     |     |
| V                | 37 | Ryan             |     |     |
| V                | 44 | Gabriel Moscardo |     |     |
| M                | 26 | Guilherme Biro   |     |     |
| M                | 30 | Matheus Araújo   |     | 86' |
| M                | 31 | Kayke            |     | 85' |
| M                | 77 | Igor Coronado    |     | 45' |
| A                | 17 | Giovane          |     |     |
| A                | 29 | Arthur Sousa     |     | 70' |
| Técnico:         |    |                  |     |     |
| António Oliveira |    |                  |     |     |

## Estatísticas

### Campeonato Brasileiro
Pelo Campeonato Brasileiro Unificado foram 50 jogos, com 19 vitórias do Corinthians, 13 vitórias do Athletico e 18 empates, 69 gols a favor do Corinthians e 64 a favor do Athletico.

### Maiores goleadas
Essas são as maiores goleadas aplicadas por cada lado:

#### Corinthians sobre o Athletico Paranaense

##### Copa do Brasil de 1997
| 22 de abril de 1997 | Atlético Paranaense | 2–6 | Corinthians                          | Estádio Pinheirão |
|                     | Andrei e Oséas      |     | Donizete (2), Mirandinha (3) e Souza |                   |

#### Athletico Paranaense sobre o Corinthians

##### Brasileirão de 2004
| 23 de maio de 2004 | Corinthians | 0–5 | Atlético Paranaense        | Estádio do Pacaembu |
|                    |             |     | Dagoberto (2) e Jádson (3) |                     |

## Maiores públicos

### No Paraná
1. Atlético Paranaense 1–1 Corinthians, 49.740, 8 de abril de 1984, Campeonato Brasileiro, Estádio Couto Pereira.[4]